# ディンカ・グレイハウンド
ディンカ・グレイハウンド（英：Dinka Greyhound）とは、スーダン原産の犬種である。スーダンに住んでいるディンカ族によってのみ飼育されている、特別な民族専用犬種である。

## 歴史
もともとはアフリカニスと同じ犬種であったと考えられている。それがディンカ族の手によって改良され、スピードと体力が有るサイトハウンドタイプの犬になった。サイトハウンドのように狩猟をするだけではなく、牛を追う牧牛犬として使われたり、家畜や家を外敵から守る番犬としても使われている。
ディンカ・グレイハウンドも他のスーダン原産の民族専用犬種と同じく大切に扱われていて、猟で獲物を取ってきたときにはごほうびとして獲物の一部を分け与えられ、いつもより豪華なえさを与えられる。又、この犬種ならではの言い伝えがあり、多くの雄犬は去勢されている。これによって走る速さが向上して性質が穏やかになり、病気になりにくくなって寿命も延びると信じられている。確かに去勢する事によって雄犬にありがちな病気を予防したり、攻撃的な性質を喪失させたり、寿命を延ばしたりすることは可能であるが、ホルモンバランスの変化によって太りやすくなるため、実際のところは走る速さと去勢の有無の関係は科学的には無いといわれている。このように足の遅い雄犬を去勢して、優秀で足の速い雄犬だけを種犬として使うという極端な繁殖個体の選別を行ったため、ただのパリア犬のような外見で有るにもかかわらず、かなり丈夫な犬種になっているという。

## 特徴
外見はアフリカニスよりもパリア犬に近い。マズル、首、脚、胴、尾は長く、折れ耳又は垂れ耳で尾はサーベル形の垂れ尾。スムースコートで毛色はフォーン、クリーム、グレーなど。サイズはおよそ中～大型犬の大きさで、性格は忠実で慎重。暑さに強く、アフリカニスから受け継いだ病気に対する強い抵抗力を持ち、体力はすさまじいほど多い。

## 参考
- 『デズモンド・モリスの犬種事典』（誠文堂新光社）デズモンド・モリス著書、福山英也、大木卓訳 誠文堂新光社、2007年